# 옥수수 섬
옥수수 섬(Simindis kundzuli, Corn Island)은 헝가리에서 제작된 게오르게 오바슈빌리 감독의 2014년 드라마, 전쟁 영화이다.
제87회 아카데미상에서 아카데미 국제장편영화상에 조지아 자격으로 출품되었다.

## 출연
- 일리아스 살만 - 노인 역
- Mariam Buturishvili - 소녀 역